# Język kaszmirski
Język kaszmirski (कॉशुर, trb. kaśur lub ‏کٲشُر‎ trb. kaśur) – język dardyjski używany w Kaszmirze, spornym terytorium pomiędzy Indiami i Pakistanem. Jest językiem indoeuropejskim typu SVO. Posiada cztery przypadki gramatyczne: mianownik, dopełniacz, celownik oraz ergatyw.
Do zapisu języka kaszmirskiego używa się trzech alfabetów. Tradycyjnie zapisywano go pismem śarada, jednak dziś jego użycie ogranicza się niemal wyłącznie do celów religijnych przez Panditów. Współcześnie używany jest pismo persko-arabskie lub niekiedy pismo dewanagari. W związku z rozwojem komunikacji elektronicznej czasami spotyka się również transliterację w alfabecie łacińskim.
Ocenia się, że literatura kaszmirska ma około 750 lat, a więc mniej więcej tyle samo, co literatura we współczesnym języku angielskim. W 1919 brytyjski lingwista George Abraham Grierson stwierdził, że kaszmirski jest jedynym spośród języków dardyjskich posiadającym własną literaturę.